# Bárd Oszkár
Bárd Oszkár, családi nevén Wettenstein (Naszód, 1893. május 6. – Dés, 1942. december 19.) magyar orvos, költő, drámaíró.

## Élete, munkássága
A középiskolát Désen, az orvosi fakultást 1917-ben Kolozsvárt végezte; párhuzamosan látogatta a zeneakadémián a hegedű szakot. Mint kész orvos beiratkozott a bölcsészeti karra, ahol művészettörténetet és régészetet hallgatott. 1911-től a kolozsvári Haladás című "társadalmi, tudományos, művészeti és kritikai folyóirat" és a Dés-Kolozsvár-Marosvásárhely impresszummal 1914-ben kiadott Erdélyi Figyelő szerkesztője. 1922-től a kolozsvári Napkelet főmunkatársa. Rövid ideig Rettegen, majd évtizedeken át Galgón volt orvos, onnan küldte írásait a különböző erdélyi irodalmi folyóiratoknak és napilapoknak; Szászváros és vidéke, Zord Idő, Pásztortűz, Erdélyi Helikon, Független Újság munkatársa. Az Erdélyi Irodalmi Társaság és a Kemény Zsigmond Társaság tagja, a marosvécsi Helikon egyik alapítója, majd az EMÍR munkaközösségéhez csatlakozik. A fasizmus előretörése idején a Korunk munkatársa.
Első, Bálványok, bilincsek (Békéscsaba 1912) című verseskötetében mint a nyugatosok követője, modern lírikusként jelentkezett. Verseinek gyűjteményét maga adta ki Mi lesz velünk? címmel (Kolozsvár, 1924). Borongós hangulatú, a ki nem élhető lehetőségeket, a végzetet, az elérhetetlen végtelent, a halálfélelem rettegését kifejező sorai egy rendkívül érzékeny férfi lelkivilágába engednek betekintést. A nemzetiségi elnyomás fokozódása és a zsidótörvények idején jelent meg Edgár fiának ajánlott verse, a Haza (Korunk 1938/2); jelképes zárósorai: "hazát több módon lehet elveszíteni, / de ő bennünket el nem veszt soha!"
Halál és még több (1920) című háromfelvonásos színműve az első világháború után elsőként színre került hazai magyar darab Kolozsvárt. Még abban az évben játszották Csoda című egyfelvonásos "sorsmisztérium"-át, majd a kötetben is kiadott Sylvio lovag című háromfelvonásos drámája (Kolozsvár, 1921) következett, ez bizonyult a legsikeresebbnek. Erdély valamennyi színpadán játszották. Sikert ért el Professzor úr, Citera, Liszt első szerelme című darabjaival is. 1925-ben jelent meg A taposómalom (Berlin-Kolozsvár) című "komédia négy képben", ez és a Liszt-darab a budapesti Új Színházban is közönség elé került.
Az 1920-as években nagy sikerrel játszott színpadi műveiben rutinosan, meglepő színpadismerettel általános társadalmi témákat vetett fel. Magyarra fordította Lucian Blaga Zamolxe című misztériumdrámáját, melyet a román előadást megelőzően először a kolozsvári magyar színház mutatott be 1924-ben. Liszt című "színpadi regényé"-ben (Kolozsvár, 1932) a nagy zeneművész pályafutásának kietlen magányát, emberi tragikumát dolgozta fel. Teleki László című drámájában (Kolozsvár, 1936) már a honi sorsproblémákat vállalja: az 1848-as forradalom és a Habsburg-elnyomatás korszaka kiemelkedő közéleti férfiújának életéből az utolsó fél esztendőt választotta témául, felvillantva a kelet-európai népek testvériségének szükségességét.
A fasiszta veszély növekedésével erősödött baloldali kiállása. Bár akadtak elismerő méltatói, két utolsó könyvének visszhangtalansága, a Horthy-rendszer hivatalos szerveinek származása miatti diszkriminációi s végül fiának halála együttesen járultak hozzá lelki összeroppanásához. A KZST 1943. január 31-i ülésén Sényi László búcsúztatta.
Egy darabjának szövegére operát szerzett Delly-Szabó Géza, 1946-ban Páter gvárdián címmel mutatták be Kolozsvárt.

## Művei
- Bálványok s bilincsek. Bárd Oszkár versei; Teván Ny., Békéscsaba, 1913
- Silvio lovag. Dráma; Lapkiadó Ny., Cluj-Kolozsvár, 1921
- Mi lesz velünk?; Kadima Ny., Kolozsvár, 1924
- A taposómalom. Komédia; Voggiareiter, Berlin, 1925
- Liszt. Színpadi regény; Minerva Ny., Kolozsvár, 1932 (Erdélyi Szépmíves Céh VI.)
- Teleki László. Dráma; Minerva, Bp., 1936
- Bárd Oszkár kiadatlan levelezéséből; közli Jancsó Elemér; Akadémiai, Cluj, 1962